# Basilica di Santa Sofia (Roma)
La basilica di Santa Sofia è un luogo di culto cattolico di Roma, situato in via Boccea 478. È un luogo sussidiario di culto della parrocchia di Santa Maria della Presentazione ed è la chiesa nazionale a Roma degli ucraini.

## Storia
Nel febbraio del 1963, subito dopo il suo ritorno dalla prigionia in un gulag siberiano, l'arcieparca Josyp Slipyj cominciò a raccogliere fondi per costruire a Roma una chiesa per la comunità della Chiesa greco-cattolica ucraina.
L'architetto italiano Lucio Di Stefano mise a punto un progetto per costruire un edificio sulla base dei piani originali per la costruzione della cattedrale di Santa Sofia a Kiev, una chiesa con cinque cupole in stile neobizantino.
La costruzione iniziò nel giugno del 1967 e terminò nel settembre del 1969. I mosaici dell'altare sono dell'artista ucraino Svjatoslav Hordyns'kyj. Il 27-28 settembre 1969 l'arcieparca Josyp Slipyj e diciassette vescovi alla presenza di papa Paolo VI la consacrarono, vi trasferirono qui, dalla basilica di San Clemente al Laterano, le reliquie di papa Clemente I e le posero sotto l'altare maggiore. La cerimonia di consacrazione venne accompagnata dal coro femminile di Monaco di Baviera "Dibrova" diretto da Marija Teodorivna Harabač. La chiesa è dedicata alla Divina Sapienza.
Nel 1985 papa Giovanni Paolo II le assegnò il titolo cardinalizio di "Santa Sofia a Via Boccea". Il primo titolare fu Myroslav Ivan Ljubačivs'kyj e il secondo Ljubomyr Huzar.
Con decreto del 21 gennaio 1998 la chiesa venne elevata al rango di basilica minore.
Nel settembre del 2011 si conclusero i lavori di restauro promossi dall'Associazione "Santa Sofia" che è la legittima proprietaria della chiesa e degli edifici annessi. Uno dei lavori più importanti è stato il restauro del prezioso mosaico che copre le pareti del tempio. I restauratori pulirono e in alcune parti sostituirono le tessere esistenti. Furono anche rifatti gli impianti di riscaldamento ed elettrico. Anche le cupole subirono diversi interventi e venne modificata la funzionalità dei basamenti. Venne realizzata anche un'abitazione per il clero, un negozio di libri di spiritualità e venne cambiato anche il cortile.
Il 14 ottobre 2012, nel corso di una solenne divina liturgia presieduta dall'arcivescovo maggiore Sua Beatitudine Svjatoslav Ševčuk e concelebrata da altri prelati, si tenne un atto simbolico di benedizione della restaurata basilica di Santa Sofia.

## Descrizione
Tutto l'interno della chiesa è coperto da mosaici. La decorazione artistica dell'edificio, mosaici e vetrate in particolare, venne progettata da Svjatoslav Hordyns'kyj. I mosaici sono opera dalla scuola Monticelli Marcus Tullius. Il più importante è il mosaico della Divina Sapienza e della Santa Eucaristia. Sopra la sedia del celebrante vi è lo stemma del cardinale Josyp Slipyj con il motto per aspera ad astra (attraverso le difficoltà alle stelle). Alla destra dell'abside vi è la sacrestia e a sinistra un'icona mosaico con l'ingresso alla cripta. La cupola raffigura Cristo Pantocratore, gli angeli e gli arcangeli.
Sulle vetrate della cupola sono raffigurati otto metropoliti: Ilarione di Kiev (? - 1053), Clemente di Kiev (1147 - 1155), Pietro Akerovyč (1242 - 1246), Gregorio Camblak (1414 - 1419), Isidoro di Kiev (1433 - 1458), Michal Rahoza (? -1599), Pietro Mogila (1633 - 1647) e Iosif Rucki (1613 - 1637).
Il progetto dell'iconostasi è stato sviluppato da Svjatoslav Hordins'kyj. Il lavoro in marmo è stato eseguito da Ugo Macesei e le icone sono state dipinte da altri artisti.
Nella cripta della basilica sono sepolti, tra gli altri, il metropolita Josyf Sembratowicz (un tempo sepolto al cimitero del Verano), l'arcivescovo Ivan Bučko, i vescovi Stepan Chmil' e Ivan Choma, il fondatore dell'Associazione delle cooperative ucraine e politico Julijan Pawłykowśkyj, le principesse Theresia e Jadwiga Sapieha, l'archimandrita Claudia Feddish superiora generale delle Suore dell'Ordine di San Basilio Magno e uditrice al Concilio Vaticano II e Gregorius Smereka, studente all'Università cattolica ucraina a Roma. Vi fu sepolto inizialmente anche il cardinale Josyp Slipyj, ma dopo la dissoluzione dell'Unione Sovietica e l'indipendenza del suo paese, la sua salma venne traslata nella cattedrale di San Giorgio a Leopoli e sepolta accanto a quella del metropolita Andrej Szeptycki.
Nel seminterrato della basilica vi è una sala parrocchiale dove i fedeli possono incontrarsi dopo la liturgia per organizzare feste e ricevimenti.
Nella piazza di fronte è presente una fontana con una scultura con tre angeli opera di Ugo Macei.
Dalla piazza vi sono quattro gradini di marmo che conducono alla basilica. Essi simboleggiano le quattro virtù cardinali: prudenza, giustizia, temperanza e fortezza. Vicino alla chiesa si trova l'edificio che fu sede dell'Università cattolica ucraina a Roma.

## Galleria d'immagini

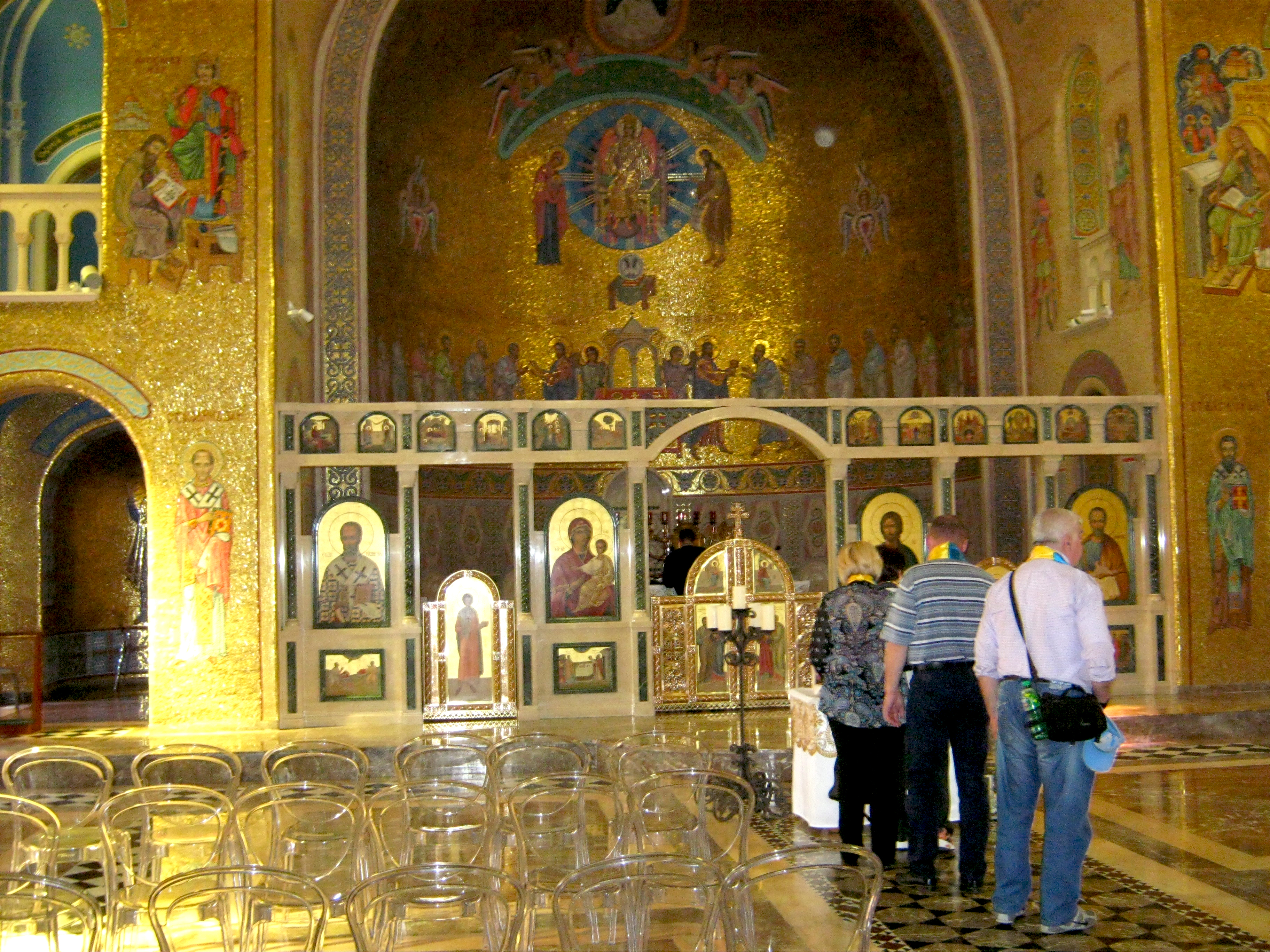
Iconostasi.
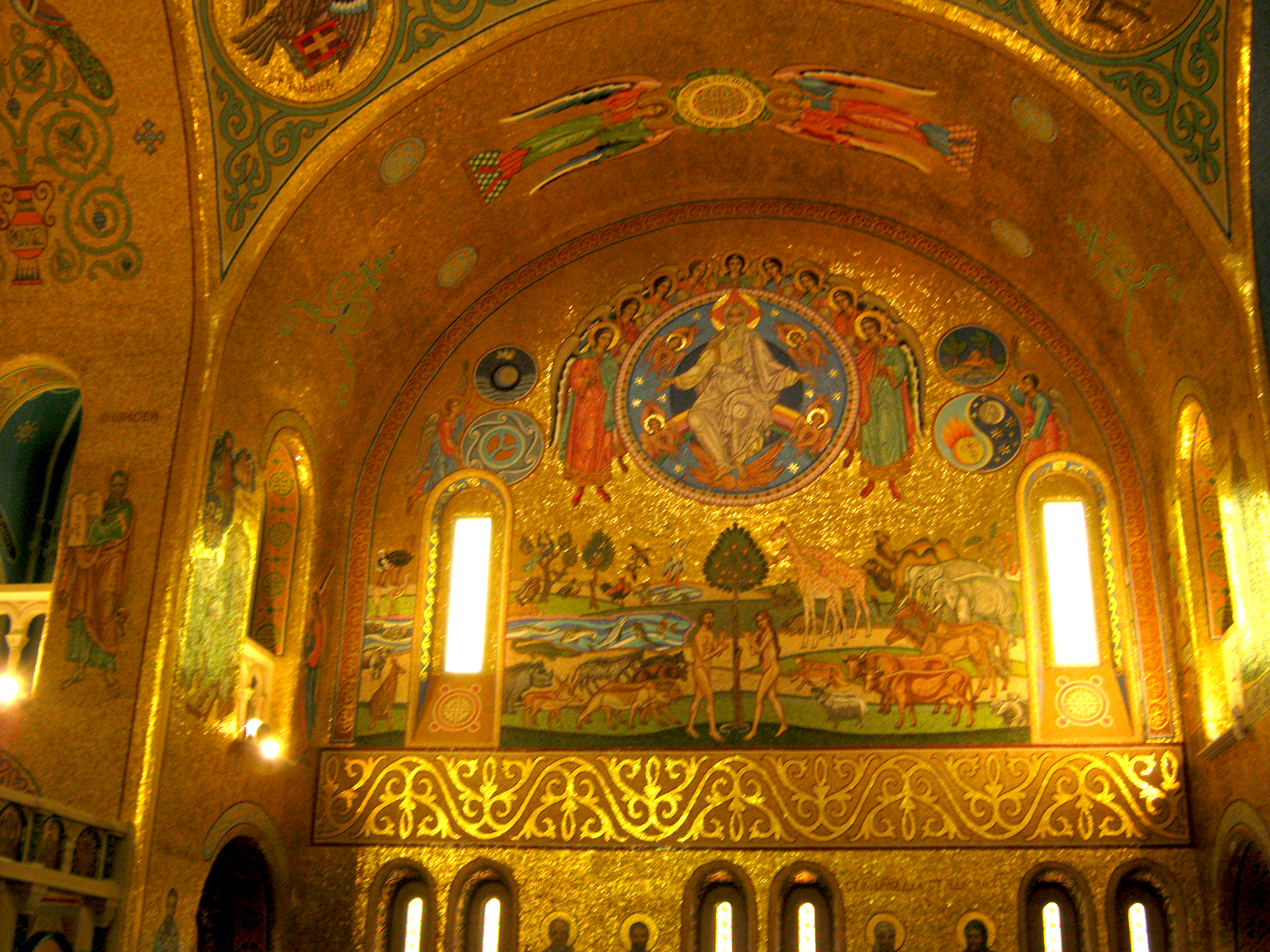
Mosaico.
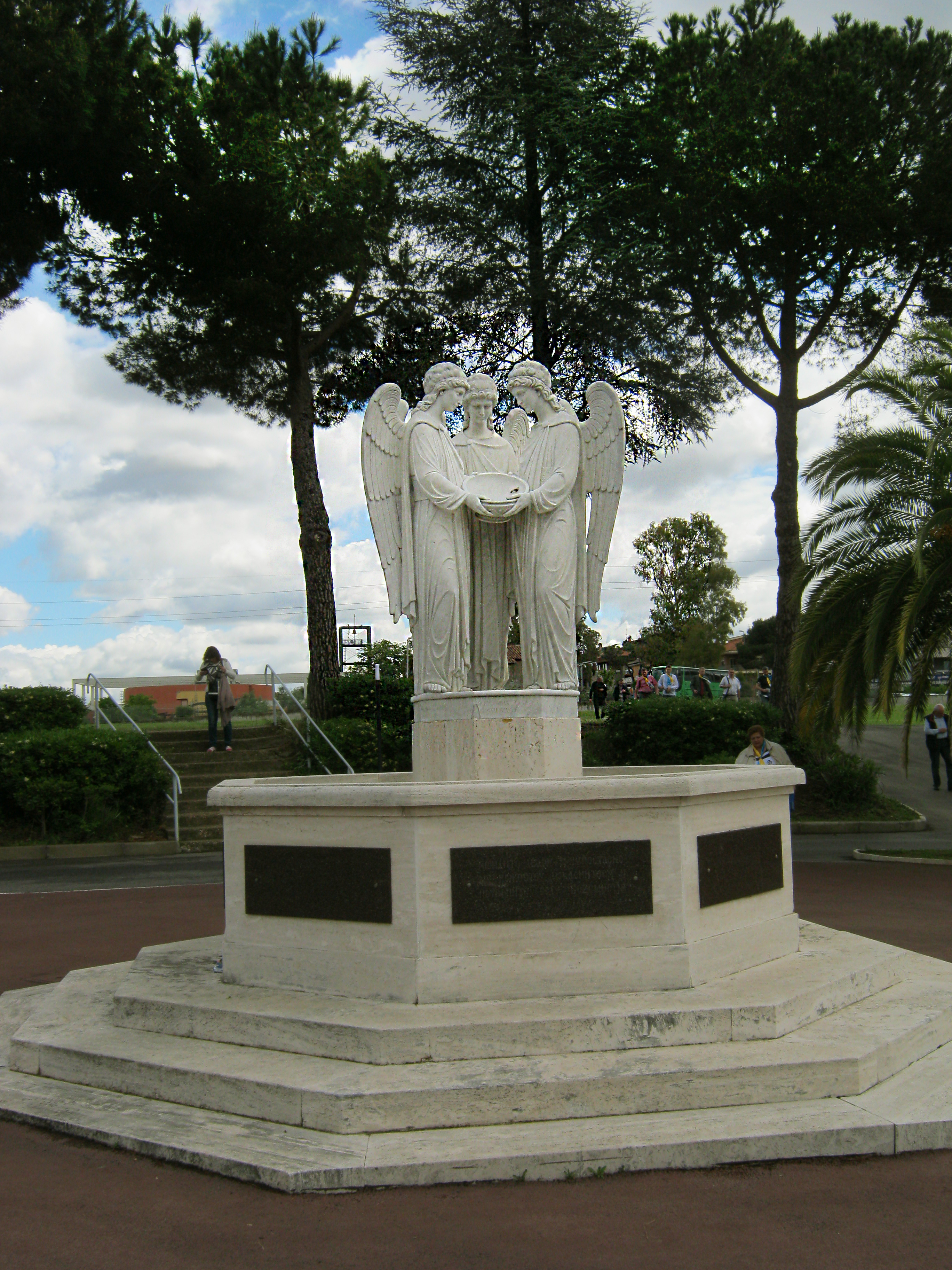
Fontana dei tre angeli, opera di Ugo Macei.